# 조연하
조연하(趙淵夏, 1924년 5월 17일 ~ 2006년 8월 28일)는 대한민국의 제5·8·12대 국회의원을 지낸 정치인이다. 본관은 옥천이며, 전라남도 승주군 출신이다.

## 약력
- 순천공립중학교 졸업
- 서울대학교 농업경제학과 4년 중퇴
- 신풍회 간사
- 신민당 원내부총무, 전남도당 위원장
- 1972년 ~ 1984년 : 정치활동 피규제자
- 민주화추진협의회 발기인
- 신한민주당 부총재, 조직특위위원장
- 대한민국 제12대 국회 부의장
- 통일부 고문

## 역대 선거 결과
|  | 33.86% |

|  | 24.66% |

|  | 33.31% |

|  | 53.63% |

|  | 38.83% |